# The Old Bookkeeper
«The Old Bookkeeper» — американский короткометражный драматический фильм Дэвида Уорка Гриффита.

## Сюжет
Пожилой мужчина был уволен новым менеджером, который решил передать место бухгалтера своему товарищу. Старик пытается связаться с работодателем, который ещё не узнал об этом, и препятствует ограблению его дома.

## В ролях
| Актёр             | Роль |
| ----------------- | ---- |
| В. Кристи Миллер  |      |
| Эдвин Аугуст      |      |
| Бланш Свит        |      |
| Джеки Саундерс    |      |
| Альфред Пегит     |      |
| Джозеф МакДермотт |      |
| Эдвард Диллон     |      |
| Кейт Тонкрэй      |      |
| У. К. Робинсон    |      |
| Чарльз Горман     |      |